# Ctenucha cajonata
Ctenucha cajonata là một loài bướm đêm thuộc phân họ Arctiinae, họ Erebidae.